# Gerrardinaceae
Gerrardinaceae é uma família de plantas angiospérmicas eudicotiledóneas pertenecentes à ordem Huerteales. A família compreende um único género, Gerrardina que inclui duas espécies de árvores ou arbustos nativos de África.

## Historia taxonómica
Em 1870 o género Gerrardina havia sido incluído na família Sapindaceae, família que depois foi incluída na família Flacurtiaceae. Sobre a base dos aspectos morfológicos, Gerrardina apresentava vários caracteres em comum com os restantes membros da família, mas outros para os quais diferia, pelo que se propôs em 2005 a exclusão da família mencionada e a criação de uma nova familia para a incluir, Gerrardinaceae. Esta nova família, não obstante, não era possível incluir facilmente em nenhuma ordem. Em 2009, graças a análise filogenética realizada com dados moleculares de uma grande quantidade de taxones, foi possível concluir que Gerrardina na realidade se encontra delimitada na ordem Huerteales.